# Colatina
Colatina, amtlich portugiesisch Município de Colatina, ist eine Stadt in Espírito Santo, Brasilien. Die Bevölkerung wurde zum 1. Juli 2019 auf 122.499 Einwohner geschätzt, die auf einer Gemeindefläche von rund 1398 km² leben und Colatinenser (colatinenses) genannt werden.
Sie liegt am rechten Ufer des Rio Doce. Die Entfernung zur Hauptstadt Vitória beträgt 129 km. Nachbargemeinden sind  Pancas, São Roque do Canaã, Itaguaçu, Marilândia, Baixo Guandu, Linhares, João Neiva, Governador Lindenberg und São Domingos do Norte. Das Gemeindeterritorium ist wellig bis bergig mit Höhen zwischen 40 und 600 Meter, im Ortskern lassen sich Höhen von 71 bis 139 Metern messen.
Die Stadt hat tropisches Klima (Aw) nach der Klimaklassifikation nach Köppen und Geiger. Die Durchschnittstemperatur ist 24,3 °C. Die durchschnittliche Niederschlagsmenge liegt bei 1172 mm im Jahr.
Colatina ist seit 1990 Sitz des römisch-katholischen Bistums Colatina. Es wird seit 2003 von Bischof Décio Zandonade geleitet.

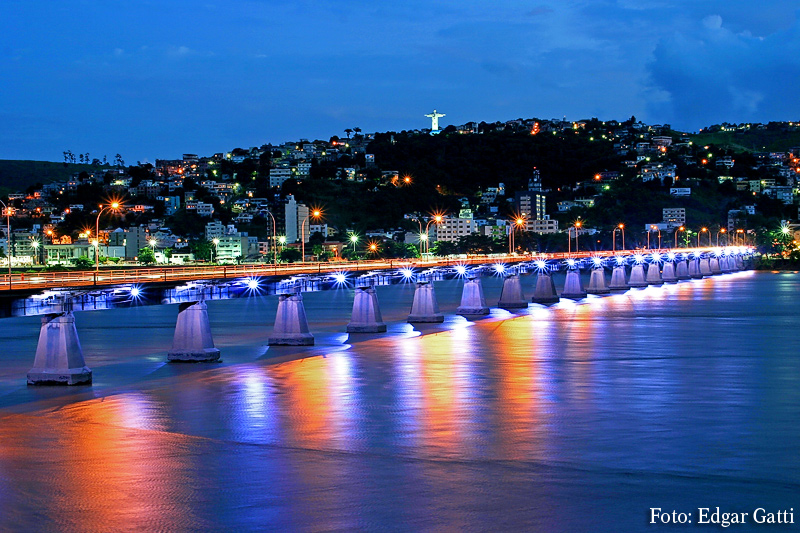
Colatina bei Nacht

## Söhne und Töchter
- Paulo Bosi Dal’Bó (* 1962), katholischer Geistlicher, Bischof von São Mateus